# 姫路市立安富中学校
姫路市立安富中学校（ひめじしりつ やすとみちゅうがっこう）は、兵庫県姫路市安富町安志にある公立中学校。

## 沿革
戦後の学制改革において、安師村・富栖村の2か村は当初から組合設立に動き、組合立中学校の設立に至る。2か村が合併し安富町となり、さらに姫路市に編入された後も単独校として残り、統合・分離を経験しないまま現在に至る。戦前に青年学校令に基づき当地に設置されていた安師村青年学校・富栖村青年学校（それぞれ小学校に併設）は終戦とともに消滅し、その歴史は本校には受け継がれなかった。以下、公式HP「沿革史」および『安富町史』の記載による。
- 1947年（昭和22年）4月1日 - 宍粟郡安師村富栖村学校組合立安富中学校設置。仮校舎を安師小学校、富栖小学校に併設。
- 1949年（昭和24年）5月5日 - 現在地にて新校舎落成式を行い移転。
- 1956年（昭和31年）7月1日 - 宍粟郡安師村が同郡富栖村と合併、町制施行したのに伴い、安富町立安富中学校と改称。
- 2006年（平成18年）3月27日 - 宍粟郡安富町が姫路市へ編入されたのに伴い、姫路市立安富中学校と改称。

昭和30-40年代には桃園とホタルの飼育で著名となり、数々の受賞やテレビで放映されるなど安富町が「花とホタルの町」と呼ばれる由来となった。

## 部活動
- 野球部
- 卓球部
- ソフトボール部
- 吹奏楽部

## 通学区域
姫路市のうち、旧安富町の地域。以下の小学校の通学区域が該当する。
- 姫路市立安富南小学校
- 姫路市立安富北小学校
  - 2014年度までの旧学区区割りにおいて、本校の区域は、高等学校の通学区域において、安富町が姫路市に編入される前は西播学区に属していたが、編入後は姫路・福崎学区に変更となった。しかしながら姫路・福崎学区の最北西端になるため、また過去の進学実績等も考慮され、西播学区のうちたつの市、宍粟市の区域が自由学区として設定された。そのため、姫路・福崎学区の各高等学校に加え、たつの・宍粟両市内の高等学校へも進学が可能である[6]。平成の大合併において学区が変更となった県下唯一の中学校であった。2015年度以降は姫路・福崎学区と西播学区とが合わさって第4学区となったため、かつての両学区のいずれの高等学校にも出願可能となった。

## 周辺
- 姫路市役所安富事務所（旧・安富町役場）
- 姫路市立安富南小学校
- 安富郵便局
- 兵庫県道430号東河内安富線
- 林田川

## アクセス
- JR・山陽電鉄姫路駅より神姫バスで山崎方面行に乗車、「安志」バス停で下車、北へ約600m。
- 姫路駅もしくは山崎待合所から神姫バスで関・グリーンステーション鹿ヶ壺行に乗車、「安志東口」バス停で下車、北西へ約400m。
- 中国自動車道山崎インターチェンジから国道29号を東へ、｢安志南」交差点から県道を北へ入る。車で約10分。

## 主な卒業生
- 丘みどり（演歌歌手）

## 通学区域が隣接している学校
- 姫路市立鹿谷中学校
- 姫路市立菅野中学校
- 姫路市立林田中学校
- たつの市立新宮中学校
- 宍粟市立山崎南中学校
- 宍粟市立山崎東中学校
- 宍粟市立一宮南中学校